# Wenigenburg (Amöneburg)
Die Wenigenburg, auch Brickberg genannt, ist die Ruine einer Höhenburg auf 317 m ü. NHN südlich des knapp 50 m höheren Bergs Amöneburg mit der mittelhessischen Kleinstadt Amöneburg im Landkreis Marburg-Biedenkopf.

## Geschichte

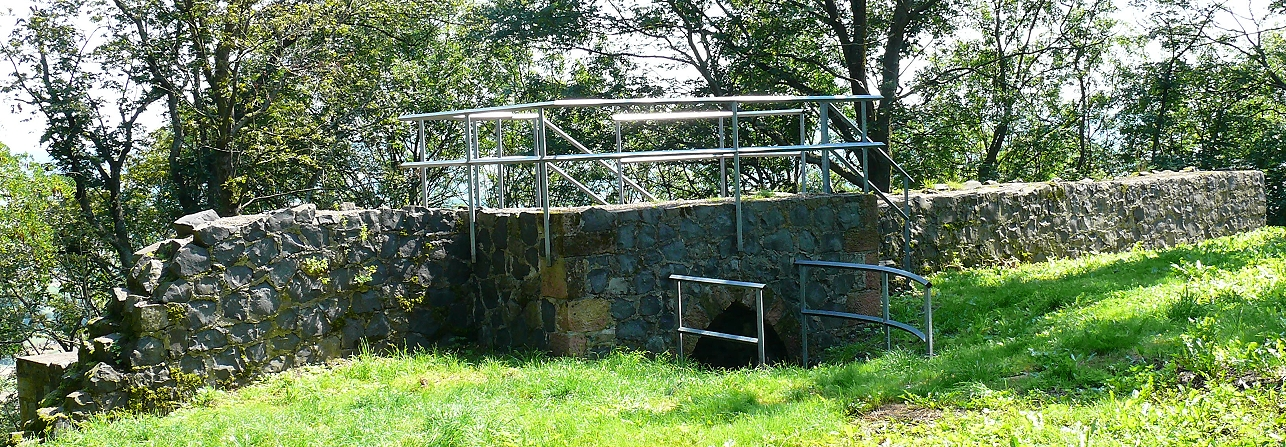
Wenigenburg

Die Wenigenburg wurde, nach archäologischen Funden, wahrscheinlich in der zweiten Hälfte des 12. Jahrhunderts erbaut. Man nimmt heute an, dass sie als Vorburg der Burg Amöneburg gedient hat. Die ersten Erwähnungen erfolgten 1248 und 1267 urkundlich als „pervus castrum“ („kleine Burg“ oder „neue Burg“). Die Wenigenburg war in der Hand mainzischer Burgmannen. Sie entstammten den Familien von Nordeck (Burg Nordeck), Volpert (unbekannte Herkunft) und von Trohe (Trohe).
Während der Auseinandersetzung zwischen Landgraf Heinrich und Kurmainz besetzten hessische Soldaten 1273 die Burg. Erst 1278 konnte Kurmainz die Burg wieder zurückerobern. Nachdem sich die Landgrafen in Hessen um 1280 durchgesetzt hatten, verlor die Burg an Bedeutung. Ab 1347 bis 1463 war sie an die Familie Schenk von Schweinsberg, ab 1463 bis 1469 an die Reichsgrafen von Schlitz genannt von Görtz verpfändet.
Um 1491 war die Burg bereits verfallen. 1640 wurde während des Dreißigjährigen Krieges in der Burgruine eine Belagerungsbatterie installiert. Auf seiner 1655 gedruckten Ansicht der Stadt Amöneburg bezeichnet Matthäus Merian die Burg als Brickberg.
1985 wurde die Anlage rekonstruiert.

## Anlage
Ob die Burg in baulicher Verbindung mit der Stadtbefestigung der Stadt Amöneburg stand, ist unklar, aber möglich. Von der Burg sind Teile des Walls, des Halsgrabens, des Palas, der Ringmauer, zwei Keller mit Treppe und die Fundamente des quadratischen Bergfrieds erhalten.